# Guy II de Vignory
Pour l’article homonyme, voir Guy de Vignory.
Guy II de Vignory, dit Le Rouge ou L'Ancien (né vers 1025 - † avant 1097), est seigneur de Vignory à la fin du XIe siècle. Il est le fils de Roger, seigneur de Vignory, et de Mathilde (nom de famille inconnu).

## Biographie
En 1057, il figure comme caution pour le comte de Saulx.
Vers 1059, il affranchit l'église et les moines de Montier-en-Der, dirigés par son frère Brunon de Vignory, sur la commune de Guindrecourt.
En 1076, il assiste à une assemblée convoquée par le duc de Bourgogne à Bèze afin d'y affranchir plusieurs droits de l'abbaye de Bèze.
En 1076 ou 1077, il est témoin d'une charte du comte de Champagne Thibaud Ier en faveur de l'abbaye de Saint-Claude qui possédait plusieurs prieurés en Champagne. Cette charte montrer que Guy II faisait partie de l'entourage proche du comte de Champagne.
En 1081, il est nommé comme prince de Vignory dans une charte qu'il donne en confirmation du prieuré de Vignory.

## Mariage et enfants
Vers 1050, il épouse une femme prénommée Hildegarde dont le nom de famille est inconnu dont il a au moins six enfants :
- Guy de Vignory, qui succède à son père ;
- Albert de Vignory, cité dans une charte de 1059 environ et une autre de 1081 ;
- André de Vignory, cité dans une charte de 1059 environ ;
- Arnoul de Vignory, cité dans une charte de 1081 ;
- Lambert de Vignory, archidiacre de l'église de Langres ;
- Roger de Vignory, abbé de Montier-en-Der de 1097 à 1125[4] ;
- peut-être Boson de Vignory, établi dans la vallée de l'Aube et qui épouse une certaine Odearde dont il a un fils : Renaut.[5].

## Source
- Marie Henry d'Arbois de Jubainville, Histoire des Ducs et Comtes de Champagne, 1865.
- Jules d'Arbaumont, Cartulaire du Prieuré de Saint-Etienne de Vignory, 1882.